# Луиси, Эктор
Э́ктор Анхель Луиси (исп. Hector Ángel Luisi; 19 сентября 1919, Монтевидео, Уругвай — 5 августа 2013, Бетесда, Мэриленд, США) — уругвайский государственный деятель и дипломат, министр иностранных дел Уругвая (1967—1968).

## Биография
В 1944 г. получил высшее юридическое образование в области сравнительного правоведения в Уругвае, а затем — в Кембриджском университете. Работал учителем средней школы, преподавал право в институте Васкеса Асеведо. Специализировался на воздушном праве.
В политику пришел в начале 1960-х гг. по приглашению своего друга генерала Оскара Хестидо, став его главным советником. Был одним из авторов конституционной реформы 1966 г.
- 1967—1968 гг. — министр иностранных дел Уругвая,
- 1968—1969 гг. — член Сената,
- 1969—1973 гг. — посол в США. Ушел в отставку после государственного переворота в Уругвае и жил в Соединенных Штатах,
- 1985—1989 гг. — после восстановления демократии, вновь посол в США.

В 1998 г. стал гражданином США.